# Casa Laporta (Vilafranca de Conflent)
La Casa Laporta és un edifici de la vila de Vilafranca de Conflent, de la comarca del Conflent, a la Catalunya del Nord. Està inventariat com a monument històric.
Està situada en el número 32 del carrer de Sant Joan. En els baixos hi ha establiments de restauració. En el cadastre és la parcel·la 244.

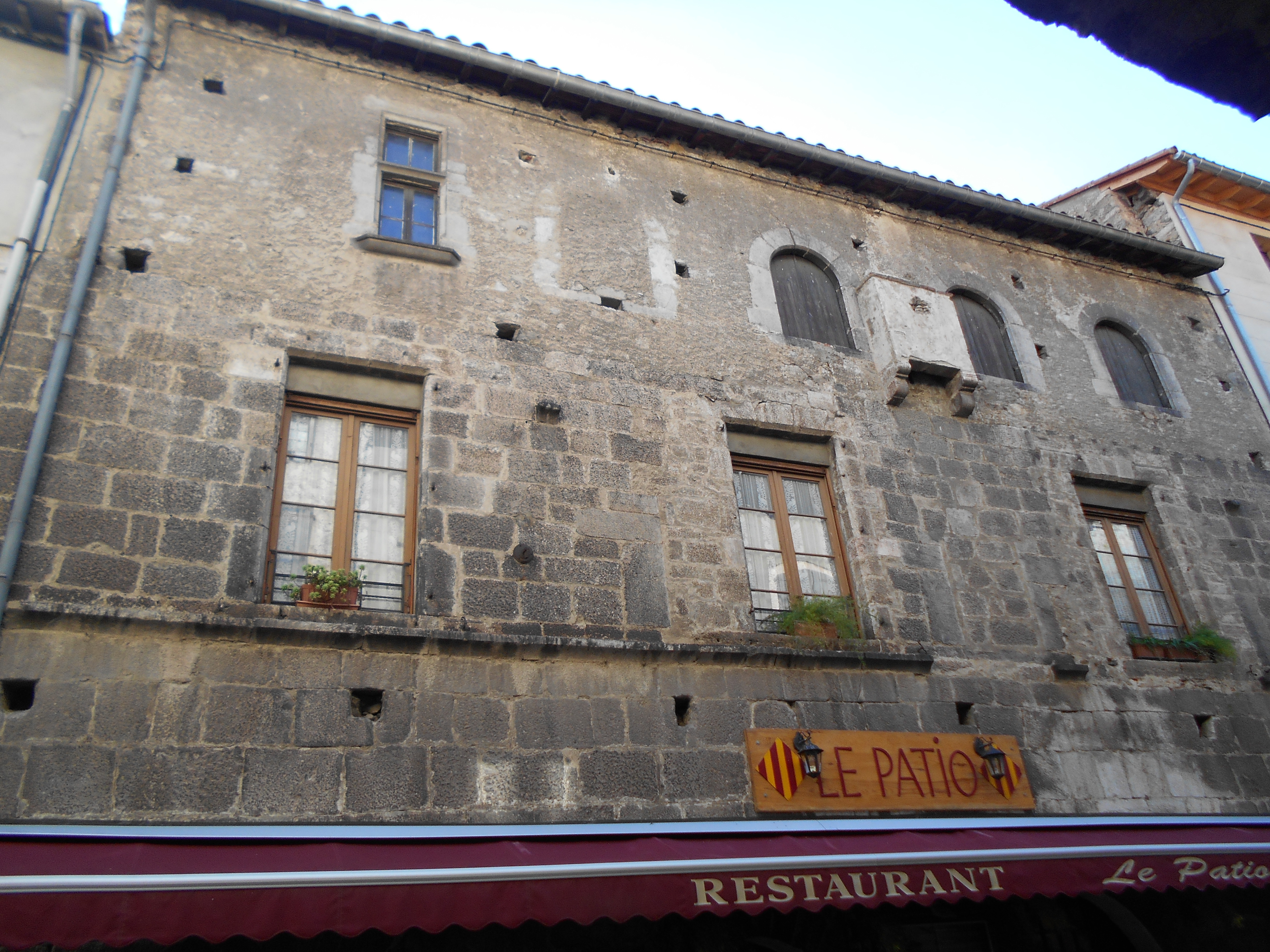
Detall de la part superior de la façana

És una casa molt gran, datada en el segle xiv. Té un ràfec molt llarg, de 15,45 m. La construcció és d'aparell mitjà, molt regular, tant a la planta baixa com al primer pis, i de còdols, sens dubte posterior, en el segon. La planta baixa té quatre arcades ogivals, amb arestes aixamfranades, d'amplada uniforme (1,83 m), amb dovelles extradossades, sense clau d'arc. Hi ha grans dovelles damunt de muntants. La segona arcada de ponent té falses juntes gravades en aquestes dovelles grans. Sis forats de bastida per damunt dels arcs, sens dubte destinats a sostenir un pavelló. Al pis hi ha un cordó de suport; les 3 finestres actuals pertanyen al gòtic flamíger (finals del segle xv o començaments del XVI). Entre elles subsisteixen quatre muntants de les finestres originals, amb pedres altes de cantell; dos permòdols a l'altura de les llindes d'aquestes finestres i un tercer, alineat amb el permòdol superior de llevant, amb tres filades per damunt del cordó de suport. En el segon pis es troben quatre grans finestres de punt rodó, dels segles XIV - XV, amb les arestes aixamfranades, anteriors a una finestra d'estil gòtic flamíger, de travessa simple. Entre les dues finestres de punt rodó, hi ha un matacà entre dues finestres de punt rodó, dessota de l'arcada que fa de porta.